# Winschertberg
Das Winschertberg ist ein 521 m ü. NHN hoher Berg im Pfälzerwald. Er liegt im rheinland-pfälzischen Landkreis Südwestpfalz im Gräfensteiner Land, einem Teil des Mittleren Pfälzerwalds. Der etwa 2,5 Kilometer lange Bergrücken besitzt mit dem Vorderen Winschertkopf (521 m) am Südwestende seinen höchsten Punkt. Dort befindet sich der Winschertfels, der mit Metalltreppen und Geländern zum Aussichtspunkt ausgebaut ist. Hier bietet sich ein guter Ausblick auf die niedriger gelegene Burgruine Gräfenstein (436 m) und die umliegenden Berge des Gräfensteiner Landes. In nordöstlicher Richtung setzt sich der Bergrücken mit dem Hinteren Wischertkopf (492,8 m) und einer in Landkarten nicht benannten Erhebung (489,1 m) fort.

## Lage
Der Berg liegt auf innerhalb der Gemarkung der Gemeinde Merzalben. Die Entfernung nach Merzalben im Westen beträgt etwa 1,5 km Luftlinie. Der Berg ist vollständig bewaldet. Das Waldgebiet gehört zum Staatsforst Hinterweidenthal. Der Winschertberg ist der südwestliche Teil eines Bergrückens, der sich nach Nordosten über den Mühlenberg (541,2 m) und Hinteren Blosenberg bis zum Mosisberg (608 m) hinzieht. Nördlich des Berges fließt die Merzalbe, die sich nach Osten in die Rodalb entwässert. Im Süden des Berges liegt das Tal des Wartenbachs, einem Quellfluss der Wieslauter, die direkt nach Westen in den Rhein fließt. Der Winschertberg kann so als Teil der Pfälzischen Hauptwasserscheide gesehen werden.

## Zugang und Wandern
Der Berg liegt im Wandergebiet Gräfensteiner Land. Als Wanderziel kommt nur der Vordere Winschertkopf mit dem Aussichtspunkt des Winschertfelsens in Frage, da die anderen Erhebungen des Berges vollständig bewaldet und über Wanderpfade nicht erschlossen sind. Der kürzeste Aufstieg zum Winschertfels kann vom Wandererparkplatz am Ritterstein Schäferei an der Kreisstraße 52, der auch als Ausgangspunkt des Aufgangs zur Burgruine Gräfenstein dient, innerhalb von 30 Minuten erfolgen. Weitere Startpunkte für den Aufstieg zum Berg können der Parkplatz an der Gräfensteinhütte des Pfälzerwald-Vereins oder Wanderparkplatz An der Karlsmühle an der Landesstraße 496 sein. Um und über den Berg führen markierte Wanderwege, wie der überregionale Wanderweg Pfälzer Waldpfad, dessen sechste Etappe von Merzalben über die Burgruine Gräfenstein, den Vorderen Winschertkopf, den Weißenberg mit dem Luitpoldturm nach Hauenstein führt.

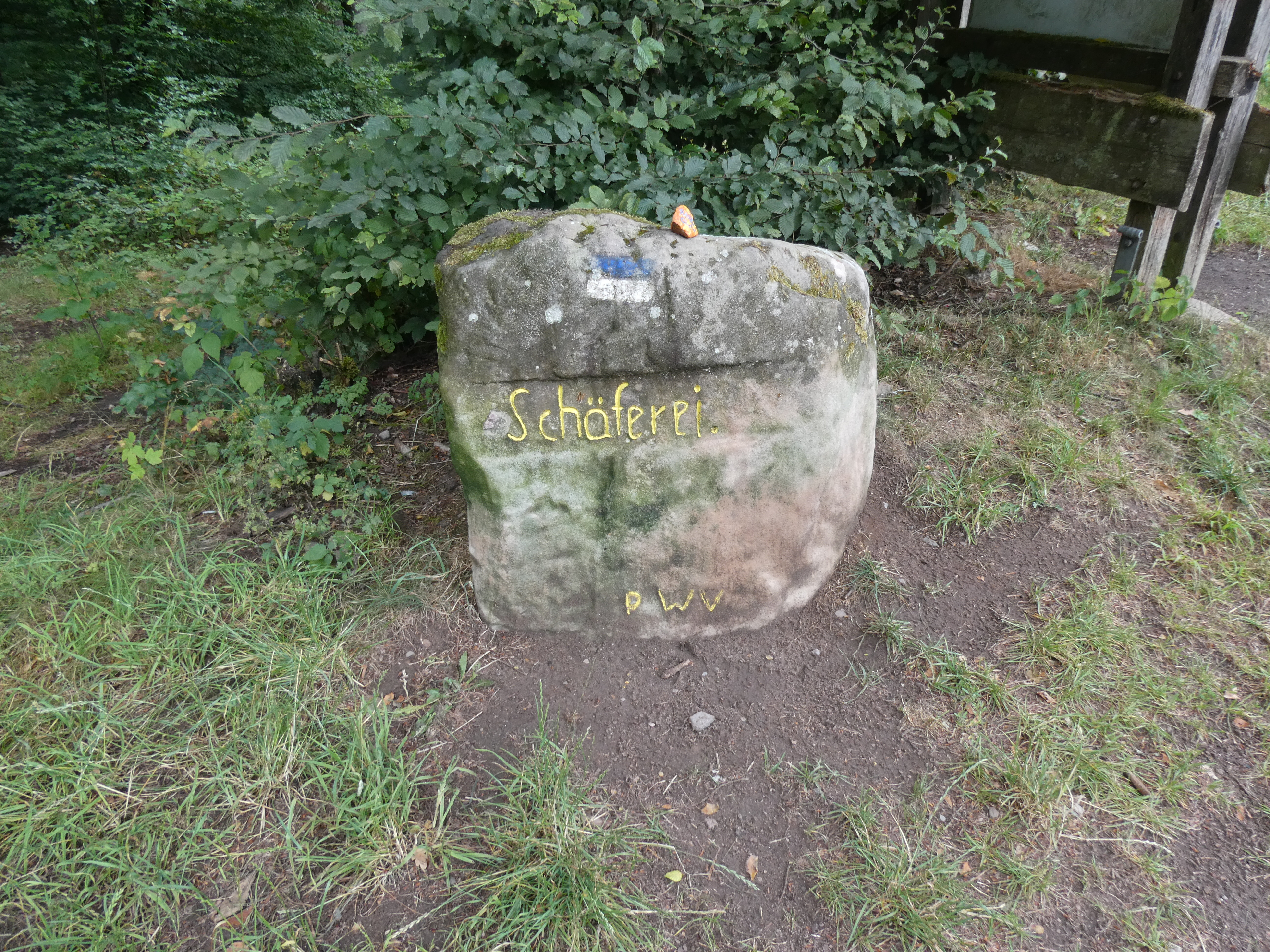
Ritterstein Schäferei
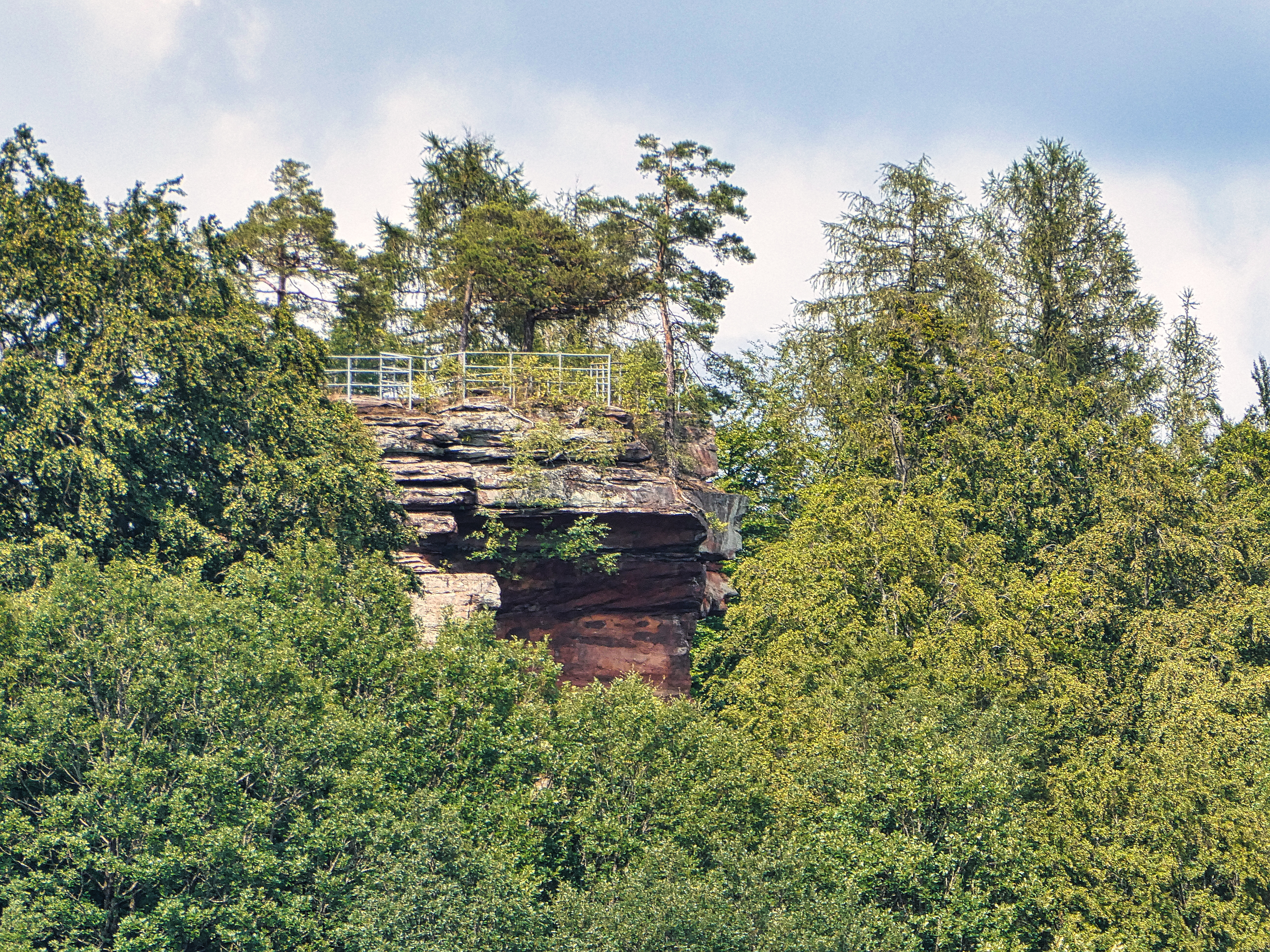
Winschertfels – Blick von der Burg Gräfenstein
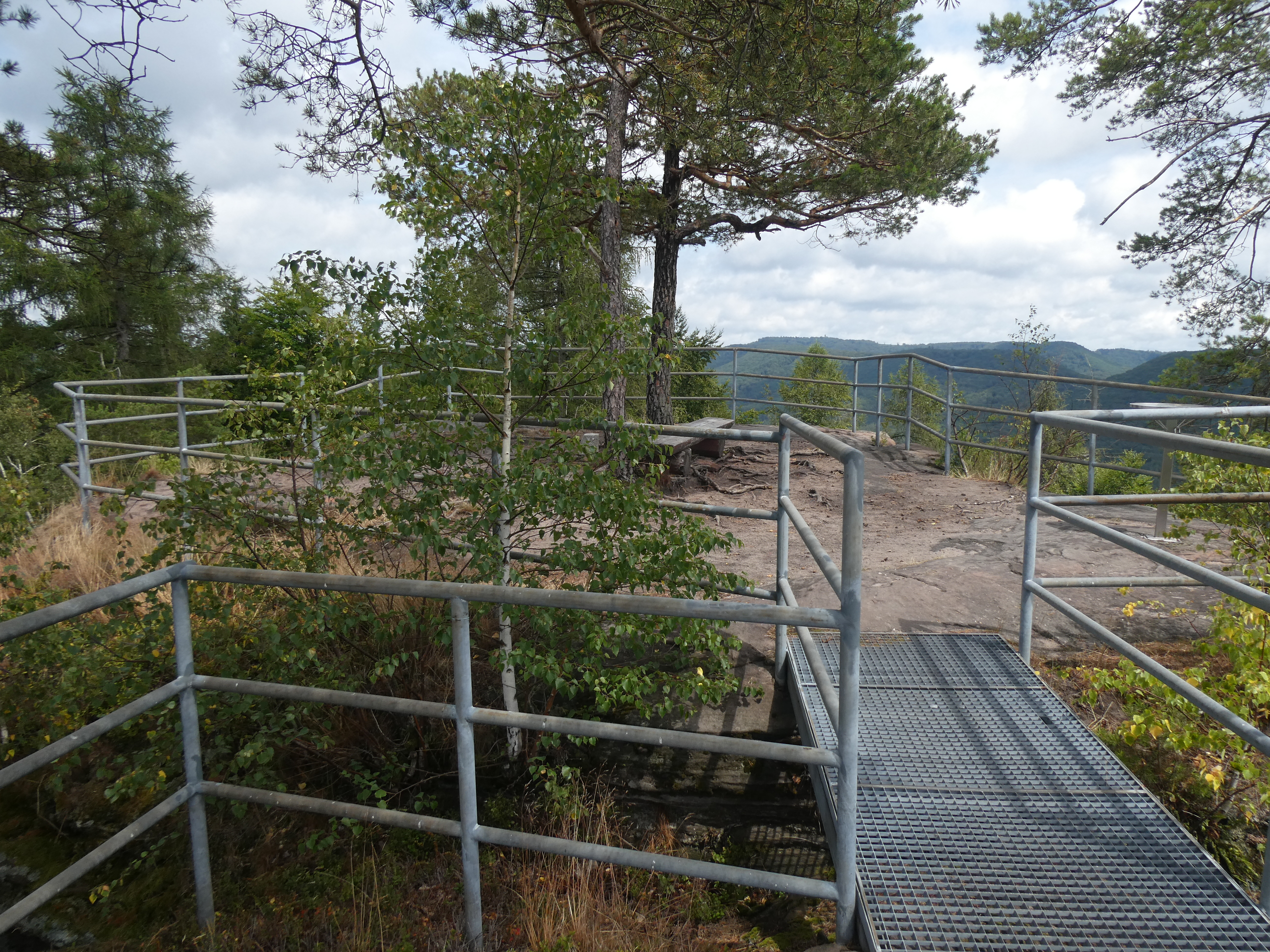
Winschertfels Aussichtspunkt